# Sent Pardós de la Crosilha
Sent Pardos la Crosilha (en francès Saint-Pardoux-la-Croisille) és un municipi francès situat al departament de la Corresa i a la regió de la Nova Aquitània.

## Demografia
| 1962                                       | 1968 | 1975 | 1982 | 1990 | 1999 | 2007 |
| ------------------------------------------ | ---- | ---- | ---- | ---- | ---- | ---- |
| 206                                        | 240  | 176  | 168  | 173  | 156  | 169  |
| Des de 1962: població sense dobles comptes |      |      |      |      |      |      |

## Administració
| Període   | Identitat         | Partit |
| --------- | ----------------- | ------ |
| 1995-2005 | François Miginiac | PCF    |
| 2008-     | Cécile Fauche     |        |